# Ортокератология

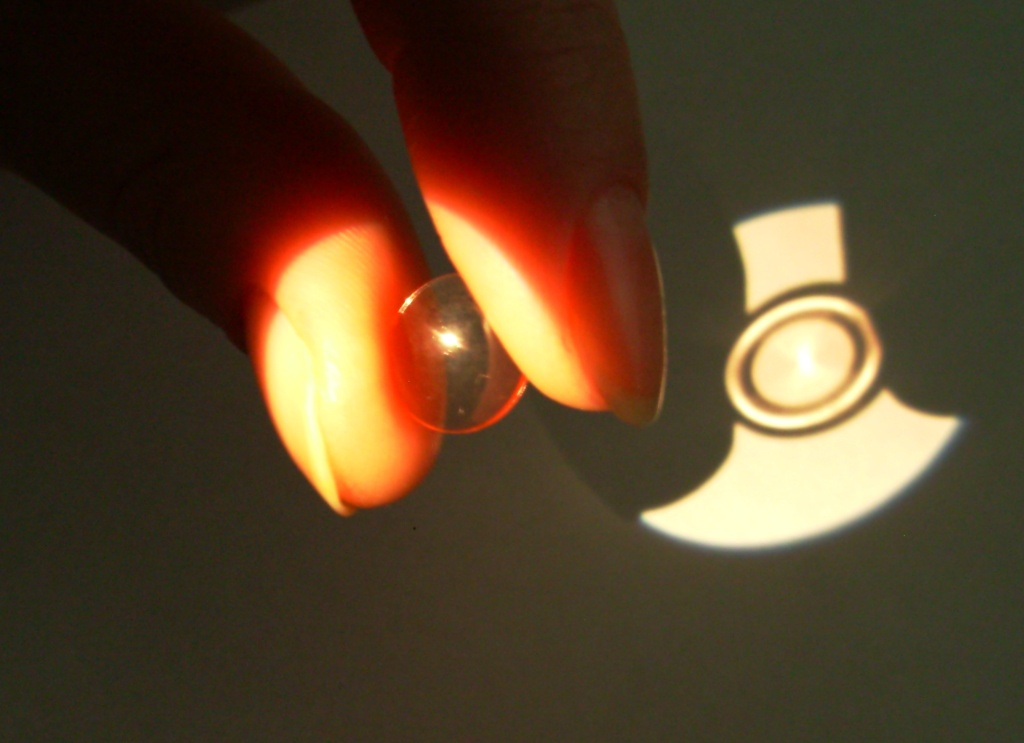
Ортокератологическая линза.

Ортокератология (ОК-терапия) — это современный метод временной коррекции аномалий рефракции: близорукости и астигматизма, при помощи планового применения жестких газопроницаемых контактных линз (орто-линзы, ночные линзы, ОК-линзы), которые используются во время сна и, посредством запрограммированной перестройки эпителия роговицы, улучшают остроту зрения.
Этот метод может быть использован как альтернатива очкам, рефракционной хирургии, или для тех, кто предпочитает не носить контактные линзы в течение дня. Последнее может быть связано с дискомфортом в линзах при работе в кондиционированном или пыльном помещении, при работе за монитором компьютера или во время спортивных мероприятий. Новая возможность ортокератологии — торможение прогрессирующей близорукости у детей и подростков, выводит её на лидирующие позиции в контактной коррекции.

## История
Идея коррекции зрения при помощи изменения формы роговицы витала в умах врачей-исследователей еще в середине XX века. Было обнаружено, что во время использования стеклянных склеральных линз, как побочный эффект, наблюдается изменение формы роговицы. Джордж Ессен (George Jessen) первым предложил конструкцию ОК-линзы из полиметилметакрилата и назвал её «ортофокус». Вскоре после этого Ньютон Уэсли (Newton Wesley) предложил термин «ортокератология». В те далекие 60-е годы XX столетия эффект от применения ОК-линз был слабым, нестабильным, плохо предсказуемым, а достижение нужного эффекта занимало длительное время. Все это больше напоминало шаманство, нежели науку.

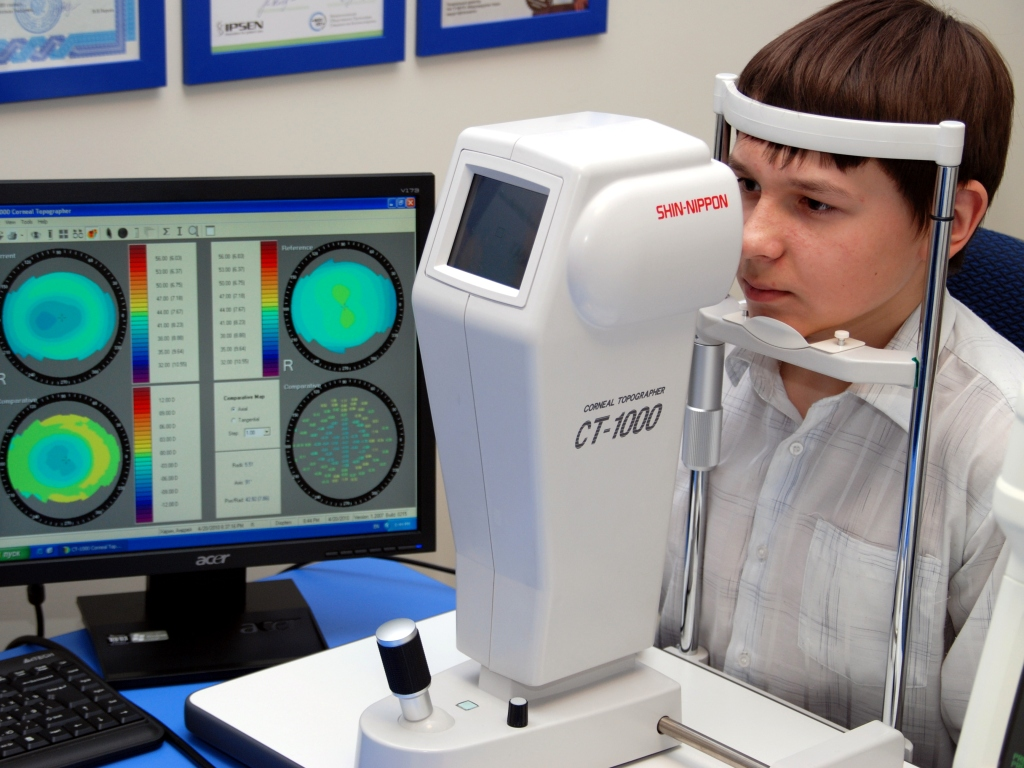
Компьютерная кератотопография.

Американский офтальмолог Ричард Влодига (Richard Wlodyga) в конце 80-х годов первым разработал ортокератологическую линзу так называемой обратной геометрии, у которой центр был площе, чем периферия. Однако не только это позволило повысить эффективность и безопасность ОК-терапии. В конце 1980-х – начале 1990-х годов появились высокоточные координатные токарные станки с компьютерным управлением, которые сделали возможным изготовление ОК-линз обратной геометрии. Тогда же был создан компьютерный кератотопограф, позволяющий создавать точную топографическую карту передней поверхности глаза – роговицы. Кроме того, разработка новых высокогазопроницаемых материалов для изготовления жёстких контактных линз открыла возможность ночной ортокератологии, в то время как ранее ОК-линзы применялись только в дневное время. Все это сделало ортокератологию предсказуемой, безопасной, точной методикой, позволяющей уже за несколько ночей в линзах добиться заданной остроты зрения.
В России ОК-линзы появились в начале XXI века. Первое сообщение о них сделали новосибирские офтальмологи: Богуш И. В., Мирсаяфов Д. С., Черных В. В.. И сегодня активнее всего ортокератологическими линзами, как с научной, так и с практической точки зрения, занимаются в Москве и Новосибирске.

## Торможение прогрессирования близорукости
Прошедшие в 2006 и 2007 годах конгрессы Английской ассоциации контактологов и Всемирный симпозиум по ортокератологии указали на возможность ночных линз контролировать прогрессию близорукости у детей. Исследования CANDY, SMART, LORIC, проводимые в настоящее время при участии Джеффри Валлайн (Jeffrey J. Walline), Паулин Чо (Pauline Cho) и ряда других исследователей, показывают, что у детей, использующих в качестве коррекции миопии ортокератологические линзы, близорукость прогрессирует в 2-3 раза медленнее по данным рефрактометрии, и в 3-4 раза медленнее по данным УЗИ глаза по сравнению с детьми, носящими очки, мягкие или жёсткие контактные линзы.
Это многообещающее направление получило развитие и в работах российских офтальмологов. Тарутта Е. П., Вержанская Т. Ю., Мирсаяфов Д. С., Толорая Р. Р., Нагорский П. Г. в своих исследованиях 2005-2011 гг. показали, что ОК-линзы останавливают или значительно тормозят прогрессирование близорукости у детей.

## Механизм действия
Механизм исправления близорукости при ортокератологии — это перераспределение (по последним данным, уплощение самих клеток, а не перераспределение) клеток эпителия роговицы под действием ОК-линзы. Гидравлические силы под линзой через слезный слой воздействуют на эпителиальные (поверхностные) клетки роговицы. Те, в свою очередь, постепенно уплощаются в центре и увеличиваются на периферии роговицы. Этим создается дозированное уплощение в центре и некоторое увеличение кривизны роговицы вокруг оптической зоны. Нормальная анатомия роговицы и целостность её слоёв при этом не нарушаются. Изменения настолько малы (10 — 30 микрон), что обнаружить их может только специальная аппаратура (кератотопограф). Однако этих изменений достаточно для того, чтобы хорошо видеть весь день без очков и контактных линз.

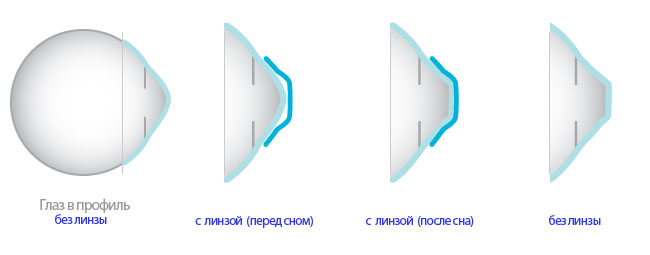
Схема изменения профиля роговицы.

Распространено заблуждение, будто ОК-линза давит на роговицу и за счёт этого уплощает её. На самом деле под линзой всегда есть тонкий слой слезы, и нет непосредственного контакта линзы с эпителием роговицы. В противном случае неминуемо возникнет кератит.

## Показания
- пациенты в возрасте от 7 до 40 лет с близорукостью до – 6 диоптрий и астигматизмом до – 1,5 диоптрий. Это относительные показания, так как у некоторых пациентов можно добиться отличного зрения и при более высокой близорукости;
- прогрессирующий характер миопии у детей и подростков;
- взрослые пациенты с близорукостью, которым по субъективным и объективным обстоятельствам выполнение рефракционной операции невозможно;
- взрослые пациенты с близорукостью, которым по профессиональным показаниям нельзя носить очки и контактные линзы: военнослужащие, спортсмены, водители, работники в задымленных или пыльных помещениях и другие.[источник не указан 2484 дня]

## Противопоказания
- Воспалительные заболевания роговицы и конъюнктивы: кератиты, конъюнктивиты.
- Кератоконус и кератоглобус
- Синдром сухого глаза
- Роговичный астигматизм больше 1,75D
- Хронические воспалительные заболевания век (блефариты, мейбомеиты, халязионы);

## Комфорт
Вопрос комфорта в линзах волнует очень многих. Необходимо признать тот факт, что при открытых глазах в ОК-линзах гораздо менее удобно, чем в мягких контактных линзах. Многие в начале ношения ОК-линз отмечают чувство инородного тела в глазу, «как будто попала ресничка в глаз, только не режет». Это связано с определенным дизайном края ночных линз и мигательными движениями. Но вся хитрость заключается в том, что ОК-линзы предназначены для ночного использования. Во время сна нет мигательных движений, а значит, нет и никаких отрицательных ощущений. Практически все, и дети, и взрослые, отмечают высокий уровень комфорта в ОК-линзах во время сна.

## Безопасность
Как и при ношении любых контактных линз, при ортокератологии возможны определенные осложнения.
Осложнения, связанные с гипоксией роговицы (кислородным голоданием), на современном этапе развития ортокератологии практически устранены за счет применения высокогазопроницаемых материалов для изготовления линз. Да и нахождение пациента в ОК-линзах ограничено 7-8 часами, а не 16-17 часами, как в мягких линзах.
Наиболее значимым осложнением является только воспалительная реакция роговицы – микробный кератит. Он может протекать со значительным снижением остроты зрения. Практически все кератиты в контактной коррекции связаны с грубейшим нарушением пациентом правил ухода за линзами: использование ОК-линз во время болезни, неявка на контрольные осмотры, самостоятельное увеличение срока ношения линз, нарушение правил их обработки и др. Частота осложнений, приводящих к значительному снижению максимально корригированной остроты зрения (до 5 строк и менее), не превышает 3-6 случаев на 10000 глаз с ОК-линзой. Это сравнимо с количеством осложнений при ношении других видов контактных линз и значительно меньше, чем при рефракционной хирургии.
По данным современных исследований, применение ОК-линз не приводит к нарушению локального иммунного статуса.